# Euronext Dublin

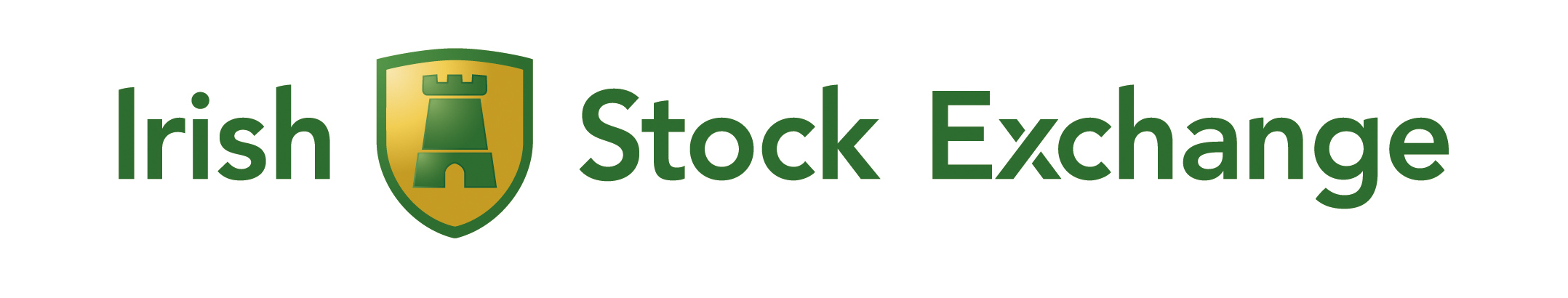
Ehemaliges Logo als Irish Stock Exchange

Die Euronext Dublin (ehemals Irish Stock Exchange (ISE, irisch Stocmhalartán na hÉireann Teo.)) ist die wichtigste Wertpapierbörse Irlands. Die ISE wurde durch die Fusion der Börsen von Cork und Dublin gegründet, die beide in ihrer Entstehungsgeschichte bis 1793 zurückreichen. 

## Indizes
Leitindex ist der ISEQ Overall Index. Darüber hinaus gibt es den ISEQ 20.

## Geschichte

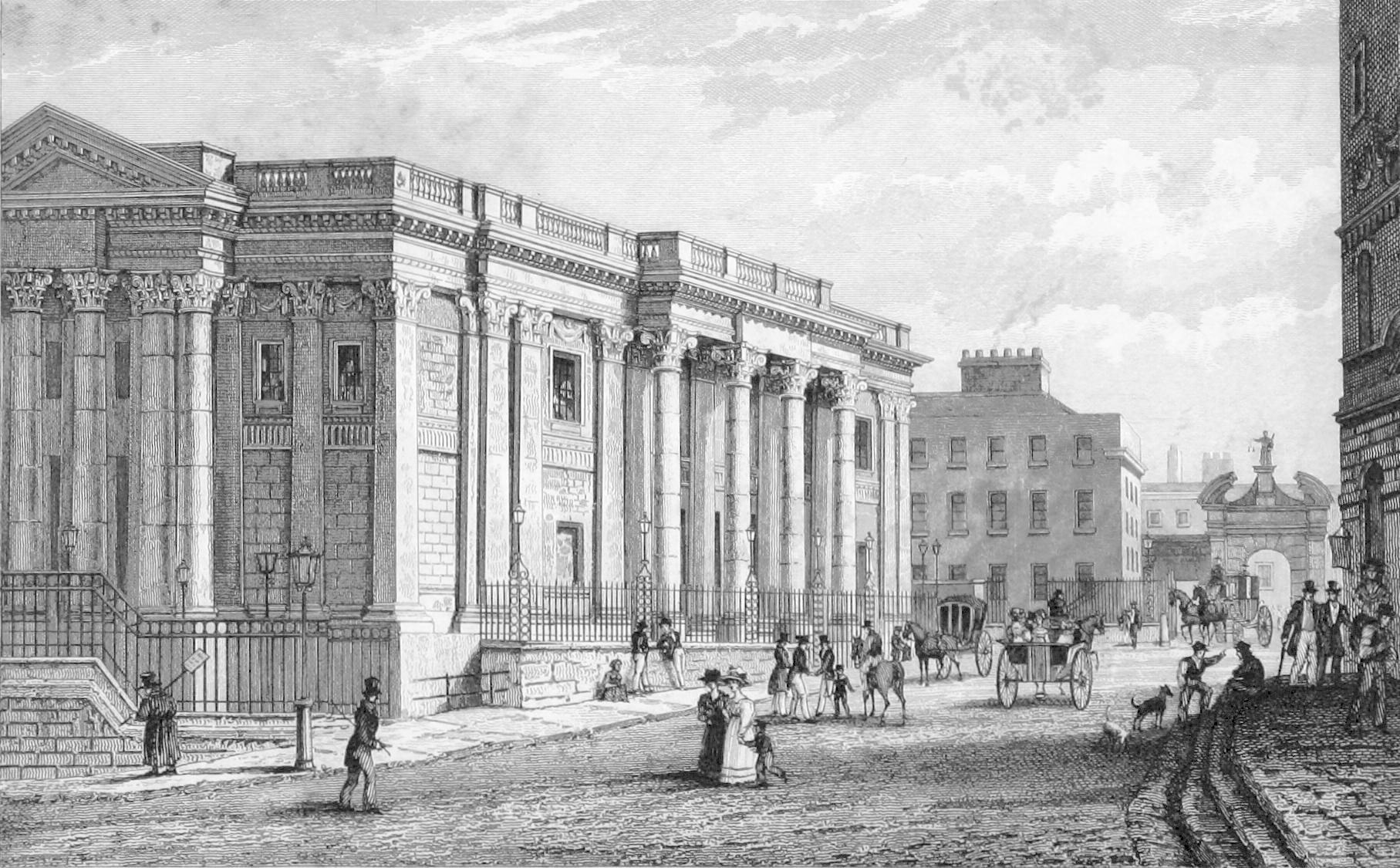
The Royal Exchange in Dublin, 1837

Im Jahre 1799 erließ das irische Parlament ein Börsengesetz, das die Verhältnisse an den beiden Börsen Cork und Dublin ordnete.
1973 fusionierte die Irische Börse mit den anderen britischen und irischen Börsen. Von 1973 bis 1995 war die Börse Dublin ein Mitglied der Internationalen Börse von Großbritannien und Irland (die gegenwärtige Londoner Börse). Aber 1995 etablierte sich die Dubliner Börse neu und brach mit der britischen Börse.
Am 6. Juni 2000 schloss die ISE ihr Parkett an der Anglesea Street, Dublin 2, und stellte auf eine elektronische Plattform um, die ISE Xetra genannt wurde. Eigentümer ist die Deutsche Börse AG, die damit ebenso handelt.
Im Jahr 2018 wurde die Irish Stock Exchange durch den Börsenbetreiber Euronext übernommen. Die Irish Stock Exchange heißt in diesem Zusammenhang nun Euronext Dublin.

## Mitgliedschaften
Sie ist Teil der:
- Sustainable Stock Exchanges Initiative